# U-170
| U-170 | U-170 | U-170 |
| --- | --- | --- |
| U 170 | | |
| | | |
| Німецький підводний човен U-190, однотипний з U-170, в порту Сент-Джонса після капітуляції. Червень 1945 | | |
| Верф | Deutsche Schiff- und Maschinenbau, AG Weser, Бремен | Deutsche Schiff- und Maschinenbau, AG Weser, Бремен |
| Під прапором                                                                                             | Третій Рейх | Третій Рейх |
| Належність                                                                                               | Крігсмаріне | Крігсмаріне |
| Порт приписки                                                                                            | Штеттін Лор'ян Фленсбург | Штеттін Лор'ян Фленсбург |
| Замовлення                                                                                               | 15 серпня 1941 | 15 серпня 1941 |
| Закладений                                                                                               | 21 травня 1941 | 21 травня 1941 |
| Спуск на воду                                                                                            | 6 червня 1942 | 6 червня 1942 |
| Введений до складу флоту                                                                                 | 19 січня 1943 | 19 січня 1943 |
| На службі                                                                                                | 1943—1945 | 1943—1945 |
| Сучасний статус                                                                                          | 9 травня 1945 року капітулював союзникам у норвезькому порту Гортен; переміщений до Лох-Раян у Шотландії, а 30 листопада 1945 року затоплений за планом операції «Дедлайт» північніше Ірландії | 9 травня 1945 року капітулював союзникам у норвезькому порту Гортен; переміщений до Лох-Раян у Шотландії, а 30 листопада 1945 року затоплений за планом операції «Дедлайт» північніше Ірландії |
| Бойовий досвід                                                                                           | Друга світова війна Битва за Атлантику | Друга світова війна Битва за Атлантику |
| Проєкт                                                                                                   | | |
| Тип ПЧ                                                                                                   | великий океанський торпедний ДПЧ | великий океанський торпедний ДПЧ |
| Основні характеристики                                                                                   | | |
| Швидкість (надводна)                                                                                     | 18,2 вузла (33,7 км/год) | 18,2 вузла (33,7 км/год) |
| Швидкість (підводна)                                                                                     | 7,3 (13,5 км/год) | 7,3 (13,5 км/год) |
| Робоча глибина занурення                                                                                 | 100 м | 100 м |
| Гранична глибина занурення                                                                               | 230 м | 230 м |
| Дальність плавання                                                                                       | 63 милі (117 км) на швидкості 4 вузли (7,4 км/год) (у підводному положенні) 13 450 морських миль (24 910 км на швидкості 10 вузлів (19 км/год) (у надводному положенні)                        | 63 милі (117 км) на швидкості 4 вузли (7,4 км/год) (у підводному положенні) 13 450 морських миль (24 910 км на швидкості 10 вузлів (19 км/год) (у надводному положенні)                        |
| Екіпаж                                                                                                   | 48 офіцерів та матросів | 48 офіцерів та матросів |
| Розміри                                                                                                  | | |
| Довжина найбільша (по КВЛ)                                                                               | 76,76 м | 76,76 м |
| Ширина корпусу найб.                                                                                     | 6,86 м | 6,86 м |
| Висота                                                                                                   | 9,6 м | 9,6 м |
| Середня осадка (по КВЛ)                                                                                  | 4,67 м | 4,67 м |
| Водотоннажність надводна                                                                                 | 1 144 т | 1 144 т |
| Силова установка                                                                                         | | |
| Дизель-електрична: 2 дизельні двигуни MAN M 9 V 40/46 2 електродвигуни Siemens-Schuckert 2 GU 345/34     | | |
| Гвинти                                                                                                   | 2 | 2 |
| Потужність                                                                                               | 2 × 2200 к.с. (дизелі) 2 × 740 к.с. (електродвигуни) | 2 × 2200 к.с. (дизелі) 2 × 740 к.с. (електродвигуни) |
| Озброєння                                                                                                | | |
| Артилерія                                                                                                | 1 × 105-мм палубна гармата SK C/32 | 1 × 105-мм палубна гармата SK C/32 |
| Торпедно- мінне озброєння                                                                                | 4 носових і 2 кормових ТА; 22 торпеди або 44 міни TMA чи 66 TMB | 4 носових і 2 кормових ТА; 22 торпеди або 44 міни TMA чи 66 TMB |
| ППО | 1 × 37-мм зенітна гармата SKC/30 2 (1 × 2) × 20-мм зенітні гармати FlaK 30 | 1 × 37-мм зенітна гармата SKC/30 2 (1 × 2) × 20-мм зенітні гармати FlaK 30 |

U-170 — німецький великий океанський підводний човен типу IXC/40, що входив до складу Військово-морських сил Третього Рейху за часів Другої світової війни. Закладений 21 травня 1941 року на верфі Deutsche Schiff- und Maschinenbau, AG Weser у Бремені під будівельним номером 709. Спущений на воду 6 червня 1942 року, а 19 січня 1943 року корабель увійшов до складу ВМС нацистської Німеччини.

## Історія служби
U-170 належав до серії німецьких підводних човнів підтипу IXC/40, найбільшої серії великих океанських човнів типу IX, подальшого розвитку IX C зі збільшеними розмірами, підвищеною дальністю плавання і без третього перископа, призначених діяти на морських комунікаціях противника на далеких відстанях у відкритому океані. Човнів цього типу було випущено 87 одиниць і вони відносно результативно проявили себе в ході бойових дій в Атлантиці. 19 січня 1943 року U-170 розпочав службу у складі 4-ї навчальної флотилії, а з 1 липня 1943 року переведений до бойового складу 10-ї флотилії ПЧ Крігсмаріне, а 1 листопада 1944 року — до бойового складу 33-ї флотилії ПЧ.
З травня 1943 до грудня 1944 року U-170 здійснив 4 бойових походи в Атлантичний океан, в яких провів 396 днів. За цей час човен потопив 1 торговельне судно (4 663 GRT).
9 травня 1945 року U-170 капітулював союзникам у норвезькому порту Гортен. 27 травня того ж року переміщений до Лох-Раян у Шотландії, а 30 листопада 1945 року затоплений за планом операції «Дедлайт» північніше Ірландії.

## Командири
- капітан-лейтенант Гюнтер Пфеффер (19 січня 1943 — липень 1944)
- Оберлейтенант-цур-зее резерву Ганс-Герольд Гаубер (липень 1944 — 9 травня 1945)

## Перелік уражених U-170 суден у бойових походах
| №                                                       | Дата           | Командир ПЧ           | Назва  | Тип                | Належність | Водотоннажність (брт) | Вантаж | Конвой | Результат та координати                                               | Наслідки атаки для екіпажу      | Прим. |
| ------------------------------------------------------- | -------------- | --------------------- | ------ | ------------------ | ---------- | --------------------- | ------ | ------ | --------------------------------------------------------------------- | ------------------------------- | ----- |
| Другий похід (29.08—23.12.1943, 117 діб; Лор'ян—Лор'ян) |                |                       |        |                    |            |                       |        |        |                                                                       |                                 |       |
| 1                                                       | 23 жовтня 1943 | Kptlt. Гюнтер Пфеффер | Campos | суховантажне судно | Бразилія   | 4 663                 | баласт |        | потоплено 25°07′ пд. ш. 45°40′ зх. д. / 25.117° пд. ш. 45.667° зх. д. | 63 (12 загинули та 51 вцілілий) |       |